# Joseph Schenck
Joseph Michael Schenck (ur. 25 grudnia 1876 w Rybińsku, zm. 22 października 1961 w Beverly Hills) – amerykański producent filmowy, współzałożyciel Amerykańskiej Akademii Sztuki i Wiedzy Filmowej (AMPAS).

## Wybrana filmografia
- 1917: Plaża
- 1920: Skazaniec
- 1922: Rodzina mojej żony
- 1925: Szczęśliwa siódemka
- 1933: Krwawe pieniądze
- 1936: Jak wam się podoba

## Wyróżnienia
Posiada swoją gwiazdę na Hollywoodzkiej Alei Gwiazd.